# Jesús Fernández
Jesús Fernández Collado (ur. 11 czerwca 1988 roku w Madrycie) – hiszpański piłkarz występujący na pozycji bramkarza. Obecnie reprezentuje barwy Cultural Leonesa. Jego obecne sukcesy w Realu to Liga Mistrzów oraz Puchar Króla w 2014 roku. 4 sierpnia 2014 roku podpisał kontrakt z Levante UD.